# Chung kết Cúp Liên đoàn bóng đá Anh 2001
Trận chung kết Cúp Liên đoàn bóng đá Anh 2001 diễn ra giữa hai câu lạc bộ Birmingham City và Liverpool vào ngày 25 tháng 2 năm 2001 tại Sân vận động Thiên niên kỷ ở Cardiff. Đây là trận đấu cuối cùng của Cúp Liên đoàn bóng đá Anh 2000–01, mùa giải thứ 41 của giải đấu này, vốn dành cho 92 đội bóng tại Giải bóng đá Ngoại hạng Anh và hệ thống Football League. Liverpool đã lọt vào trận chung kết thứ tám của họ với 7 trận trước đó có kết quả thắng năm và thua hai, trong khi Birmingham vào chung kết lần thứ hai. Trong lần vào chung kết cúp Liên đoàn gần nhất, Birmingham đã đánh bại kình địch cùng thành phố Aston Villa vào năm 1963.
Vì Birmingham đang thi đấu ở hệ thống Football League, đội bóng này phải đá nhiều hơn Liverpool hai vòng khi đại diện của giải Ngoại hạng Anh được miễn vòng 1 và vòng 2. Do đó, Birmingham đã trải qua sáu vòng đấu để lọt vào chung kết, trong khi Liverpool chỉ cần vượt qua bốn vòng đấu. Phần lớn các trận đấu trong hành trình của Liverpool đều là những chiến thắng dễ dàng khi hầu hết trận đấu của đội bóng này kết thúc với cách biệt ít nhất ba bàn, ngoại trừ trận đấu đầu tiên của họ ở vòng ba với Chelsea khi họ thắng đối thủ này 2–1. Các trận đấu của Birmingham có cả những chiến thắng từ dễ dàng đến khó khăn. Họ đã giành chiến thắng trong trận đấu tại vòng đầu tiên với Southend United với tỷ số đậm 5–0, trong khi chiến thắng tại vòng 4 của họ trước Newcastle United chỉ với tỷ số 2–1.
Liverpool đã giành chiến thắng với tỷ số 5–4 trên loạt luân lưu sau 90 phút thi đấu chính thức và 30 phút hiệp phụ không thể tìm ra đội chiến thắng. Liverpool đã mở tỷ số bằng cú sút xa ở khoảng cách 25 yd (23 m) của Robbie Fowler ở phút thứ 30 và đã có thể hướng đến chiến thắng trong thời gian thi đấu chính thức, cho đến khi Birmingham gỡ hòa trong thời gian bù giờ với quả phạt đền của Darren Purse, sau khi Martin O'Connor bị Stéphane Henchoz phạm lỗi. Trong hiệp phụ, Birmingham đòi một quả phạt đền khác, nhưng trọng tài David Elleray đã từ chối, đưa trận đấu vào loạt sút luân lưu. Đây là loạt sút luân lưu đầu tiên trong một trận chung kết một giải đấu cúp loại trực tiếp tại Anh (không bao gồm các trận đấu ở Siêu cúp Anh).
Chiến thắng đem lại danh hiệu lớn đầu tiên của Liverpool sau sáu năm kể từ khi họ vô địch giải đấu này vào năm 1995. Câu lạc bộ này cũng tiếp tục giành được Cúp FA và Cúp UEFA trong cú ăn ba danh hiệu độc đáo vào năm 2001, mặc dù cú ăn ba này bị mỉa mai "cú ăn ba của chuột Mickey".

## Đường đến chung kết

### Birmingham City
| Vòng    | Đối thủ                  | Tỷ số |
| ------- | ------------------------ | ----- |
| Vòng 1  | Southend United (SK)     | 5–0   |
| Vòng 1  | Southend United (SN)     | 0–0   |
| Vòng 2  | Wycombe Wanderers (SK)   | 4–3   |
| Vòng 2  | Wycombe Wanderers (SN)   | 1–0   |
| Vòng 3  | Tottenham Hotspur (SK)   | 3–1   |
| Vòng 4  | Newcastle United (SN)    | 2–1   |
| Tứ kết  | Sheffield Wednesday (SN) | 2–0   |
| Bán kết | Ipswich Town (SK)        | 0–1   |
| Bán kết | Ipswich Town (SN)        | 4–1   |

Vì Birmingham ở thời điểm này đang thi đấu tại giải hạng nhất của hệ thống Football League, họ tham dự giải đấu từ vòng đầu tiên. Đội bóng này được bốc thăm gặp Southend United. Birmingham thắng trận lượt đi trên sân Roots Hall của Southend với tỷ số 5–0, nhờ các bàn thắng của Nicky Eaden, Marcelo, Michael Johnson, Dele Adebola và Bryan Hughes. Trận lượt về tại sân nhà của Birmingham, St Andrew's kết thúc với tỷ số 0–0, kết quả Birmingham tiến vào vòng hai khi chiến thắng với tổng tỷ số chung cuộc 5–0. Đội hạng nhì Wycombe Wanderers là đối thủ ở vòng hai. Birmingham đã tạo ra lợi thế dẫn trước ba bàn ở phút thứ 24, nhờ bàn phản lưới nhà của Paul McCarthy cùng các bàn thắng của Johnson và tiền đạo Geoff Horsfield. Tuy nhiên, đến phút thứ 86, Wycombe đã cân bằng tỷ số với các bàn thắng của Andy Rammell, Andy Baird và Jamie Bates. Thế cân bằng này không kéo dài được lâu, khi chỉ một phút sau đó Birmingham đã ghi bàn do công của tiền đạo Andrew Johnson ấn định chiến thắng 4–3 trong trận lượt đi trân sân khách. Birmingham thắng trận lượt về tại St Andrew's với tỷ số 1–0, nhờ bàn thắng duy nhất của Peter Ndlovu để giành chiến thắng chung cuộc 5–3.
Đại diện của giải Ngoại hạng Anh, Tottenham là đối thủ ở vòng 3. Dù phải thi đấu tại White Hart Lane, sân nhà của Tottenham, Birmingham vẫn vượt lên dẫn trước ở phút thứ 15 khi Adebola ghi bàn. Cầu thủ này hoàn tất cú đúp ở phút thứ 28 và bàn thắng của Mark Burchill ở phút thứ 45 giúp Birmingham dẫn trước 3–0 trong hiệp một. Tottenham chỉ có thể gỡ lại một bàn bằng quả phạt đền thành công do Darren Anderton ghi được, nhưng họ không thể gỡ hòa sau đó và Birmingham thắng 3–1. Họ đối đầu với một đại diện khác của giải Ngoại hạng Anh Newcastle United ở vòng 4, với trận đấu được tổ chức tại St Andrew's. Newcastle dẫn trước ở phút thứ 14 khi Kieron Dyer ghi bàn mở tỷ số, nhưng Birmingham đã gỡ hòa ở phút thứ 31 khi Adebola ghi bàn; và kết quả hòa duy trì tới phút cuối cùng thì Michael Johnson ghi bàn giúp Birmingham giành chiến thắng chung cuộc 2–1. Đội bóng hạng Nhất Sheffield Wednesday là đối thủ ở vòng tứ kết. Birmingham thắng trận với tỷ số 2–0, nhờ các bàn thắng của Danny Sonner và Adebola.
Birmingham được bốc thăm gặp một đại diện khác của giải Ngoại hạng Anh, Ipswich Town, ở vòng bán kết. Trận lượt đi được tổ chức tại sân nhà Portman Road của Ipswich, đội chủ nhà đã giành chiến thắng. Quả phạt đền của Marcus Stewart đã giúp đại diện của giải Ngoại hạng thắng 1–0.  Birmingham dẫn trước ở trận lượt về tại St Andrew's khi Horsfield ghi bàn ở phút thứ 43. Cầu thủ này hoàn tất cú đúp ở phút thứ 55, tuy nhiên một phút sau tiền đạo James Scowcroft của Ipswich đã ghi bàn rút ngắn tỷ số. Không có thêm bàn thắng nào được ghi cho đến hết thời gian thi đấu chính thức, tỷ số sau 90 phút là 2–1, đồng nghĩa với tổng tỷ số hòa 2–2 sau hai lượt trận, buộc trận đấu phải bước vào hiệp phụ. Các bàn thắng của Martin Grainger và Andrew Johnson đã ấn định tỷ số 4–1 và chiến thắng chung cuộc với tổng tỷ số 4–2 để đưa Birmingham vào trận chung kết.

### Liverpool
| Vòng    | Đối thủ             | Tỷ số        |
| ------- | ------------------- | ------------ |
| Vòng 3  | Chelsea (SN)        | 2–1 (s.h.p.) |
| Vòng 4  | Stoke City (SK)     | 8–0          |
| Tứ kết  | Fulham (SN)         | 3–0          |
| Bán kết | Crystal Palace (SK) | 1–2          |
| Bán kết | Crystal Palace (SN) | 5–0          |

Liverpool là đại diện đang thi đấu tại Premier League, họ tham dự giải đấu từ vòng 3 và được bốc thăm gặp Chelsea, một đại diện cũng đến từ Premier League. Liverpool đã dẫn trước trong trận đấu được tổ chức trên sân nhà Anfield khi tiền vệ Danny Murphy ghi bàn, nhưng ngay sau đó tiền đạo Gianfranco Zola của Chelsea đã gỡ hòa. Không bên nào có thể ghi được bàn thắng quyết định trước khi hết giờ và trận đấu phải bước vào hiệp phụ. Mặc dù Emile Heskey bị đuổi khỏi sân sau pha va chạm với Winston Bogarde, tiền đạo Robbie Fowler đã ghi bàn giúp Liverpool giành chiến thắng 2–1.
Liverpool được bốc thăm chạm trán Stoke City, đội bóng lúc đó chơi ở giải hạng nhì trong hệ thống Football League, ở vòng 4. Trận đấu được tổ chức trên sân nhà của Stoke, Sân vận động Britannia, và kết thúc với cách biệt tám bàn không gỡ. Fowler đã lập một cú hat-trick và năm cầu thủ khác đã ghi bàn trong trận đấu này là Murphy, Christian Ziege, Vladimír Šmicer, Nick Barmby và Sami Hyypiä. Đối thủ của Liverpool ở tứ kết là đội bóng thời điểm này đang chơi ở giải hạng nhất trong hệ thống Football League, Fulham. Trận đấu không có bàn thắng nào trong suốt 90 phút, và vào đến hiệp phụ thì Michael Owen, Šmicer và Barmby ghi bàn để ấn định chiến thắng 3–0.
Một đại diện khác của giải hạng nhất, Crystal Palace là đối thủ của Liverpool trong trận bán kết. Trận lượt đi tổ chức trên sân nhà của Palace, Selhurst Park, đội chủ nhà đã giành chiến thắng 2–1 với hai bàn thắng của Andrejs Rubins và Clinton Morrison, dù Šmicer đã giúp đội khách ghi bàn rút ngắn tỷ số vào cuối trận. Liverpool trong trận lượt về đã hồi sinh và giành chiến thắng đậm 5–0, với hai bàn thắng của Murphy, cùng với các bàn thắng của Šmicer, Biscan và Fowler; Liverpool thắng chung cuộc với tổng tỷ số 6–2 để tiến vào trận chung kết.

## Trận đấu

### Trước trận
Vào tháng 10 năm 2000, Sân vận động Wembley, địa điểm mà trận chung kết thường diễn ra, đã đóng cửa để tiến hành quá trình nâng cấp. Sân vận động Thiên niên kỷ ở Cardiff đã được lựa chọn để tổ chức trận chung kết năm 2001. Giám đốc điều hành của Football League, David Burns, đã chia sẻ: "Sân vận động luôn là lựa chọn ưu tiên của chúng tôi. Tôi hoàn toàn chắc chắn rằng đây sẽ là địa điểm tốt nhất cho các trận đấu mà chúng tôi tổ chức". Sân vận động Thiên niên kỷ đã trở thành địa điểm tổ chức chung kết từ năm 2001 đến năm 2006.
Liverpool có lần thứ 8 lọt vào chung kết, trong 7 lần trước đó họ đã giành chiến thắng năm lần (1981, 1982, 1983, 1984, 1995) và thua hai lần (1978, 1987). Với Birmingham, đây là lần thứ hai họ lọt đến chung kết. Họ đã đánh bại kình địch Aston Villa với tổng tỷ số 3–1 sau hai lượt trận ở chung kết năm 1963. Hai bên đã từng gặp nhau ba lần trong khuôn khổ cúp Liên đoàn, lần đầu tiên giáp mặt ở mùa 1980–81 Liverpool thắng với tỷ số 3–1, ở 1983–84, hai đội lại tái đấu ở vòng 4, kết quả hòa 1–1 buộc hai đội phải đá lại và Liverpool thắng 3–0 trong trận này. Trong cả hai mùa giải, Liverpool đều vô địch.
Trận đấu gần nhất của Liverpool trước trận chung kết là trận đấu trong khuôn khổ lượt về ở vòng bốn của Cúp UEFA 2000–01 với đội bóng của Ý, AS Roma. Liverpool đã để thua với tỷ số 0–1, nhưng vẫn tiến vào tứ kết, do đã thắng 2–0 ở lượt đi trước đó. Trong khi đó, Birmingham đã đối đầu với Preston North End ở giải hạng nhất trước trận chung kết. Họ giành chiến thắng với tỷ số 2–0 nhờ các bàn thắng của Grainger và Andrew Johnson. Sau chiến thắng, huấn luyện viên trưởng của Birmingham Trevor Francis tuyên bố rằng mục tiêu chính của ông trong mùa giải là giành quyền thăng hạng lên Premier League: "Đến năm giờ chiều ngày Chủ Nhật, chúng tôi sẽ thắng hoặc thua trận chung kết, nhưng vẫn còn 45 điểm tối đa có thể tại giải hạng nhất".
Huấn luyện viên trưởng của Liverpool Gérard Houllier rất háo hức trước viễn cảnh có thể giành chiếc cúp đầu tiên tại câu lạc bộ: "Chúng tôi luôn coi trọng từng giải đấu, chúng tôi có trách nhiệm với chính chúng tôi và với những người hâm mộ. Tôi đã nói rõ trong suốt chặng đường vừa qua rằng, khi có một suất tham dự châu Âu thì điều quan trọng là phải cố gắng và giành được nó. Tôi luôn nhấn mạnh rằng chúng tôi muốn tham dự Champions League mùa giải tới. Nhưng tôi tin rằng cơ hội của chúng tôi sẽ tăng lên nếu giành được Cúp Worthington [cúp Liên đoàn]. Nếu điều đó xảy ra, chúng tôi có thể tập trung vào các trận đấu còn lại của giải vô địch quốc gia một cách ít áp lực hơn, có thể giúp ích nhiều cho chúng tôi". Tiền đạo Fowler rất vui mừng khi đội bóng của anh lọt được vào chung kết, mặc dù trận đấu không được tổ chức tại sân Wembley: "Việc có tổ chức trên sân Wembley hay không không quan trọng, bởi nó có thể được tổ chức tại sân vườn sau nhà bạn tôi. Đã lâu rồi chúng tôi mới lọt vào trận chung kết, chúng tôi chỉ vui mừng khi có được một trận đấu như vậy sau ngần ấy thời gian. Kết quả sẽ rất quan trọng, hy vọng đó sẽ là điểm khởi đầu cho chúng tôi".
Bên kia chiến tuyến, Francis đã rất ngạc nhiên khi Birmingham lọt vào trận chung kết: "Tôi luôn có tham vọng đưa câu lạc bộ này dự Premier League, việc vào chung kết một giải đấu cúp không phải là điều tôi từng nghĩ nó sẽ xảy ra. Khi bạn tham gia một giải đấu với tư cách là một đội hạng Nhất, bạn hy vọng sẽ có một chặng đường tốt nhưng bạn không thực sự nghĩ rằng mình có thể lọt tới chung kết. Vì vậy, lọt sâu như thế là thành công và việc trở thành huấn luyện viên thứ hai của Birmingham làm được điều này đã mang lại cho tôi niềm vui vỡ òa, thực sự là như vậy". Hậu vệ Grainger rất vui mừng khi đội nhà có mặt ở trận đấu cuối cùng: "Một số cầu thủ chưa bao giờ lọt vào một trận chung kết lớn trong sự nghiệp và bạn có thể thấy rằng một số chàng trai của chúng tôi đã xúc động ngay sau trận bán kết khi họ nhận ra những gì chúng tôi đã đạt được. Đối với hầu hết chúng tôi, trận chung kết có lẽ sẽ là trận đấu lớn nhất mà chúng tôi từng phải đối mặt. Chúng tôi có cơ hội giành được danh hiệu và sẽ cố gắng hết sức".

### Kết quả chi tiết
| Birmingham City                                              | 1–1 (s.h.p.) | Liverpool                                                 |
| ------------------------------------------------------------ | ------------ | --------------------------------------------------------- |
| Purse 90' (ph.đ.)                                            | Chi tiết     | Fowler 30'                                                |
| Loạt sút luân lưu                                            |              |                                                           |
| Grainger · Purse · Marcelo · Lazaridis · Hughes · A. Johnson | 4–5          | McAllister · Barmby · Ziege · Hamann · Fowler · Carragher |

| Birmingham City | Liverpool |

| TM               | 1  | Ian Bennett           |  |     |
| HV               | 2  | Nicky Eaden           |  |     |
| HV               | 5  | Darren Purse          |  |     |
| HV               | 17 | Michael Johnson       |  |     |
| HV               | 3  | Martin Grainger       |  |     |
| TV               | 7  | Jon McCarthy          |  |     |
| TV               | 12 | Martin O'Connor (đ.t) |  |     |
| TV               | 32 | Danny Sonner          |  | 71' |
| TV               | 11 | Stan Lazaridis        |  |     |
| TĐ               | 24 | Dele Adebola          |  | 45' |
| TĐ               | 9  | Geoff Horsfield       |  | 80' |
| Dự bị:           |    |                       |  |     |
| TM               | 13 | Kevin Poole           |  |     |
| HV               | 6  | David Holdsworth      |  |     |
| TV               | 10 | Bryan Hughes          |  | 71' |
| TĐ               | 8  | Marcelo               |  | 80' |
| TĐ               | 19 | Andrew Johnson        |  | 45' |
| Huấn luyện viên: |    |                       |  |     |
| Trevor Francis   |    |                       |  |     |

| TM               | 1  | Sander Westerveld   |      |     |
| HV               | 6  | Markus Babbel       |      |     |
| HV               | 2  | Stéphane Henchoz    | 109' |     |
| HV               | 12 | Sami Hyypiä         |      |     |
| HV               | 23 | Jamie Carragher     |      |     |
| TV               | 17 | Steven Gerrard      |      | 78' |
| TV               | 16 | Dietmar Hamann      | 108' |     |
| TV               | 25 | Igor Bišćan         |      | 96' |
| TV               | 7  | Vladimír Šmicer     |      | 83' |
| TĐ               | 8  | Emile Heskey        |      |     |
| TĐ               | 9  | Robbie Fowler (đ.t) |      |     |
| Dự bị:           |    |                     |      |     |
| TM               | 19 | Pegguy Arphexad     |      |     |
| HV               | 3  | Christian Ziege     |      | 96' |
| TV               | 20 | Nick Barmby         |      | 83' |
| TV               | 21 | Gary McAllister     |      | 78' |
| TĐ               | 10 | Michael Owen        |      |     |
| Huấn luyện viên: |    |                     |      |     |
| Gérard Houllier  |    |                     |      |     |

| Cầu thủ xuất sắc nhất trận Robbie Fowler (Liverpool) Trọng tài - Trợ lý trọng tài: - K. Pike (Dorset) - P. R. Sharp (Hertfordshire) - Trọng tàu thứ tư: Paul Danson (Leicestershire và Rutland) | Luật thi đấu - 90 phút thi đấu chính thức - 30 phút hiệp phụ nếu cần thiết - Đá luân lưu nếu tỷ số vẫn là hòa - 5 cầu thủ được đăng ký trên ghế dự bị nhưng chỉ có 3 quyền thay người |